# Розанов Василь Васильович
Васи́ль Васи́льович Ро́занов (рос. Василий Васильевич Розанов; 20 квітня (2 травня) 1856, Ветлуга, Костромська губернія, Російська імперія — 5 лютого 1919, Сергієв Посад, Радянська Росія) — російський релігійний філософ, літературний критик та публіцист.